# Espai d'estats
En teoria de sistemes dinàmics discrets, un espai d'estats és el conjunt de valors que un procés pot prendre. Per exemple, un sistema en teoria de cues que registra el nombre de clients en una línia tindria l'espai d'estats {0, 1, 2, 3…}. L'espai d'estats és conceptualment similar a l'estat de fase, però per a sistemes discrets en lloc de continus.
En enginyeria de control, la representació en espai d'estats és un conjunt matemàtic de les entrades, sortides i variables d'estat d'un sistema físic, relacionades per equacions diferencials. L'espai d'estats és l'espai els eixos del qual són les variables d'estat. L'estat d'un sistema pot representar-se com un vector dins d'aquest espai.
En jocs, l'espai d'estats és el conjunt de totes les configuracions possibles dins del joc. Per exemple, en el backgammon, consisteix en totes les possibles posicions en què les 30 peces poden col·locar-se. Dins de l'espai d'estats hi haurà un subconjunt de posicions que són vàlides segons les normes del backgammon. L'espai d'estats total d'un joc és sovint un càlcul simple, mentre que trobar el subconjunt de posicions vàlides és una tasca difícil. Per exemple, un taulell d'escacs té 64 posicions, i hi ha 32 peces diferents, de manera que mitjançant combinatòria, l'espai total té {\displaystyle {\tbinom {64}{32}}} = 1,832,624,140,942,590,534 estats. No obstant, la majoria d'aquests estats no són posicions vàlides. La grandària de l'espai d'estats d'un joc està relacionada amb la complexitat del joc.